# Августа Доротея Брауншвейг-Вольфенбюттельская (1749—1810)
Августа Доротея Брауншвейг-Вольфенбюттельская (нем. Auguste Dorothea von Braunschweig-Wolfenbüttel; 2 октября 1749, Вольфенбюттель — 10 марта 1810, Гандерсгейм) — принцесса из династии Вельфов, аббатиса имперского светского монастыря в Гандерсгейме.

## Биография
Августа Доротея — младшая дочь герцога Карла I Брауншвейгского и его супруги Филиппины Шарлотты Прусской, дочери короля Пруссии Фридриха Вильгельма I.
В 1776 году принцесса Августа Доротея была назначена деканиссой в Кведлинбургском монастыре, а вслед за этим — деканиссой в Гандерсгеймском монастыре. Спустя два года после смерти тётки Терезы Брауншвейг-Вольфенбюттельской в 1778 году Августа Доротея получила титул аббатисы Гандерсгеймского монастыря, но проживала преимущественно при дворе в Брауншвейге.
В 1802 году Августа Доротея подписала договор, по которому отказалась от непосредственного имперского подчинения монастыря во избежание его секуляризации и подчинила его брауншвейгскому герцогскому дому. Принцесса была вынуждена бежать, но затем по разрешению Наполеона вернулась на свою должность аббатисы. После её смерти аббатис в Гандерсгейме больше не избирали, монастырь перешёл в подчинение королевства Вестфалия. Король Жером распустил монастырь, последняя деканисса Каролина Ульрика Амалия Саксен-Кобург-Заальфельдская получила возмещение.